# K. Laldampuia
K Laldampuia (sinh ngày 3 tháng 6 năm 1992) là một cầu thủ bóng đá người Ấn Độ thi đấu ở vị trí Tiền vệ cho Gokulam Kerala FC ở I-League.